# Sibille van Cumae

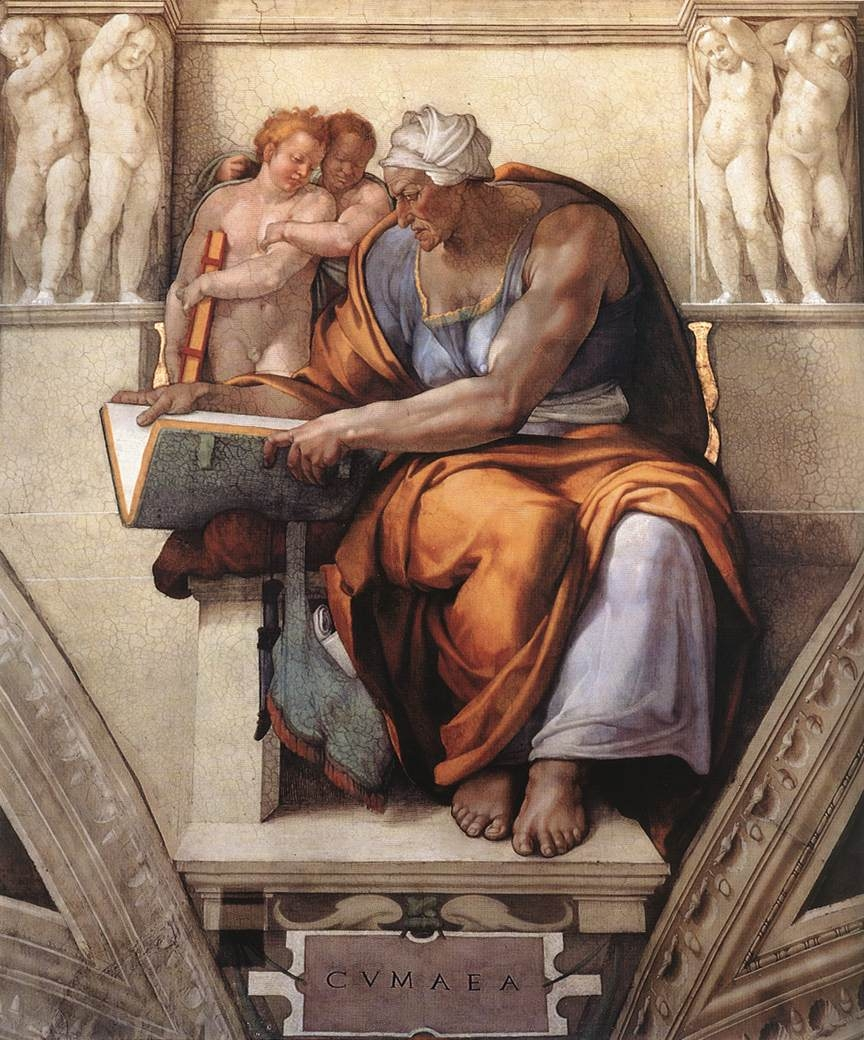
Sibille van Cumae in de Sixtijnse kapel (Michelangelo)

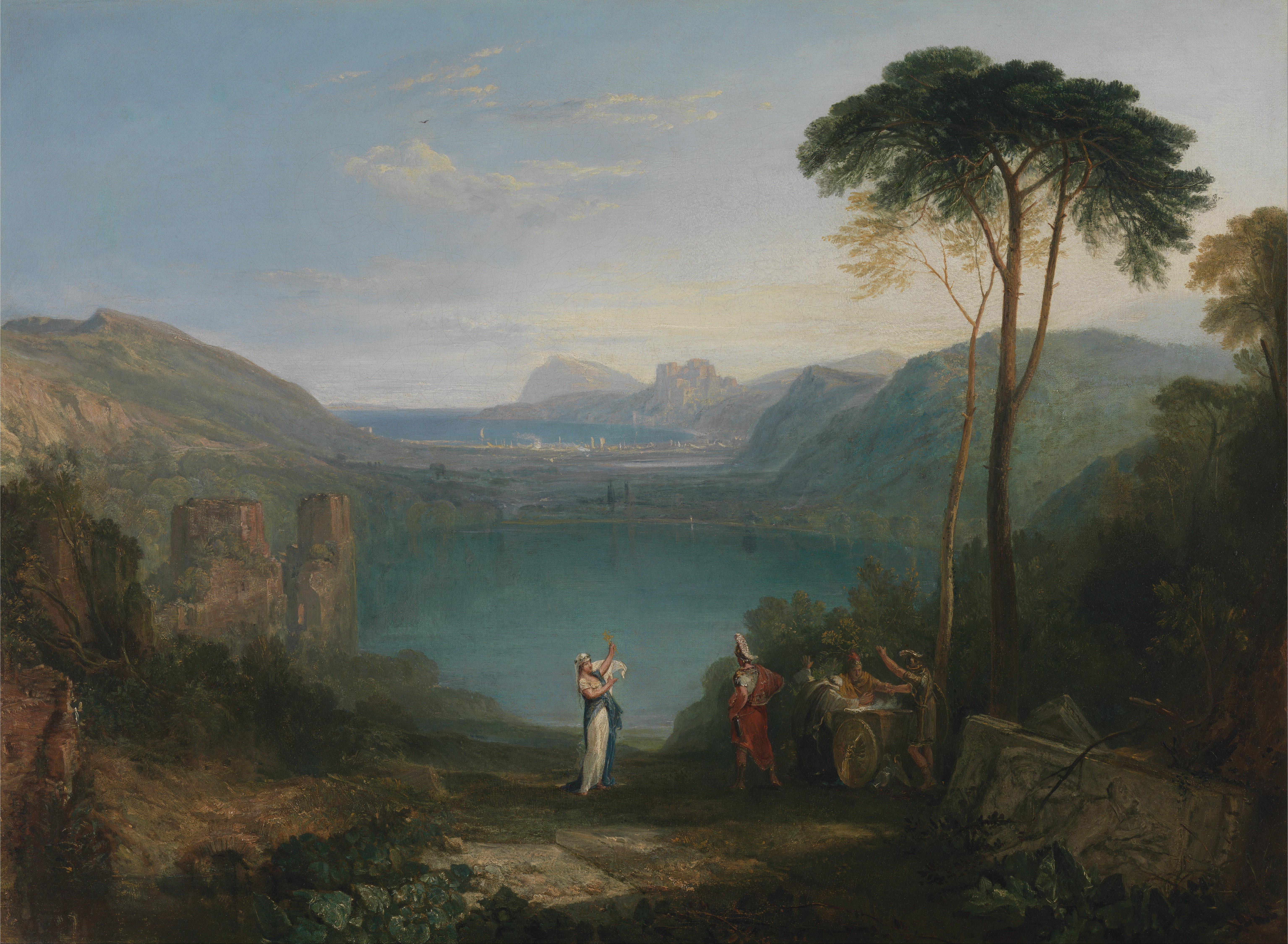
Aeneas en de Sibille van Cumae aan het meer van Avernus nabij Napels (William Turner)

De Sibille van Cumae (Latijn) of Kyme of Cyme (Oudgrieks) was een mythische profetes in de havenstad Cumae, nabij Napels in de Italiaanse streek Campania. De Sibille van Cumae is een van de tien Sibillen die Varro opsomde. Zij geraakte bekend in de Grieks-Romeinse oudheid en nadien in de Roomse Kerk.
De Grieken in Cumae vereerden de Sibille als priesteres en profetes voor de god Apollo. Cumae behoorde destijds tot Magna Graecia of Groot-Griekenland. De Romeinen, die Campania veroverd hadden, noemden haar Sibilla Cumana. De Roomse Kerk stelde de Sibille van Cumae, zoals ook andere Sibillen, voor als een profetes buiten elke Bijbelse context, als iemand die het christelijke heil aankondigde. 

## Historiek
Griekse kolonisten in Cumae bouwden een tempel voor de orakels van hun god Apollo. De Sibille van Cumae was de lokale profetes van Apollo. Bezoekers trokken naar het orakel om te weten of ze een lang leven zouden leiden en om contact te hebben met de onderwereld. Dit laatste idee werd gevoed door de nabijheid van Meer van Avernus; het meer werd gezien als de poort tot de onderwereld. In de buurt van Cumae vonden archeologen een grot die ze noemden de grot van de Sibille, doch het is niet uitgemaakt of dit wel de orakelplek was.
De Romeinen namen de cultus van Apollo en zijn Sibille in Cumae over. Titus Livius vertelde in het werk Ab Urbe Condita hoe Tarquinius Superbus, koning van Rome, met veel moeite de Sibillijnse boeken kocht van de Sibilla Cumana. Vergilius verhaalde in de Aeneis hoe de Sibilla Cumana Aeneas ontving in haar grot; in Cumae zette Aeneas immers voet op Italiaanse bodem. Ovidius voerde de Sibilla Cumana op in zijn werk Metamorfosen. Zij mocht van Apollo zevenhonderd jaar leven, slechts zevenhonderd jaar want zij mocht de eeuwige jeugd niet behouden. Gaius Petronius Arbiter, consul en schrijver, voerde haar op in het werk Satyricon. De cultus van Sibilla Cumana werd bekend in het Romeinse Rijk en was hiermee nog belangrijker dan in de Griekse Tijd. 
De eerste christenen in Cumae zagen de profetes Sibilla Cumana als verpersoonlijking van de christelijke Kerk. Een oudchristelijk werk waar de Sibilla Cumana verscheen in een visioen, was De herder van Hermas.
Omwille van de Roomse traditie, sinds de Middeleeuwen, om profetessen zoals de Sibilla Cumana af te beelden, namen kunstschilders haar als thema. Enkele kunstschilders die haar afbeeldden zijn: de gebroeders Van Eyck in het Lam Gods in Gent (15e eeuw); Andrea del Castagno (15e eeuw); Michelangelo in de Sixtijnse Kapel in het Vaticaan (16e eeuw); Giovanni Domenico Cerrini (17e eeuw); William Turner (19e eeuw); Elihu Vedder (20e eeuw).

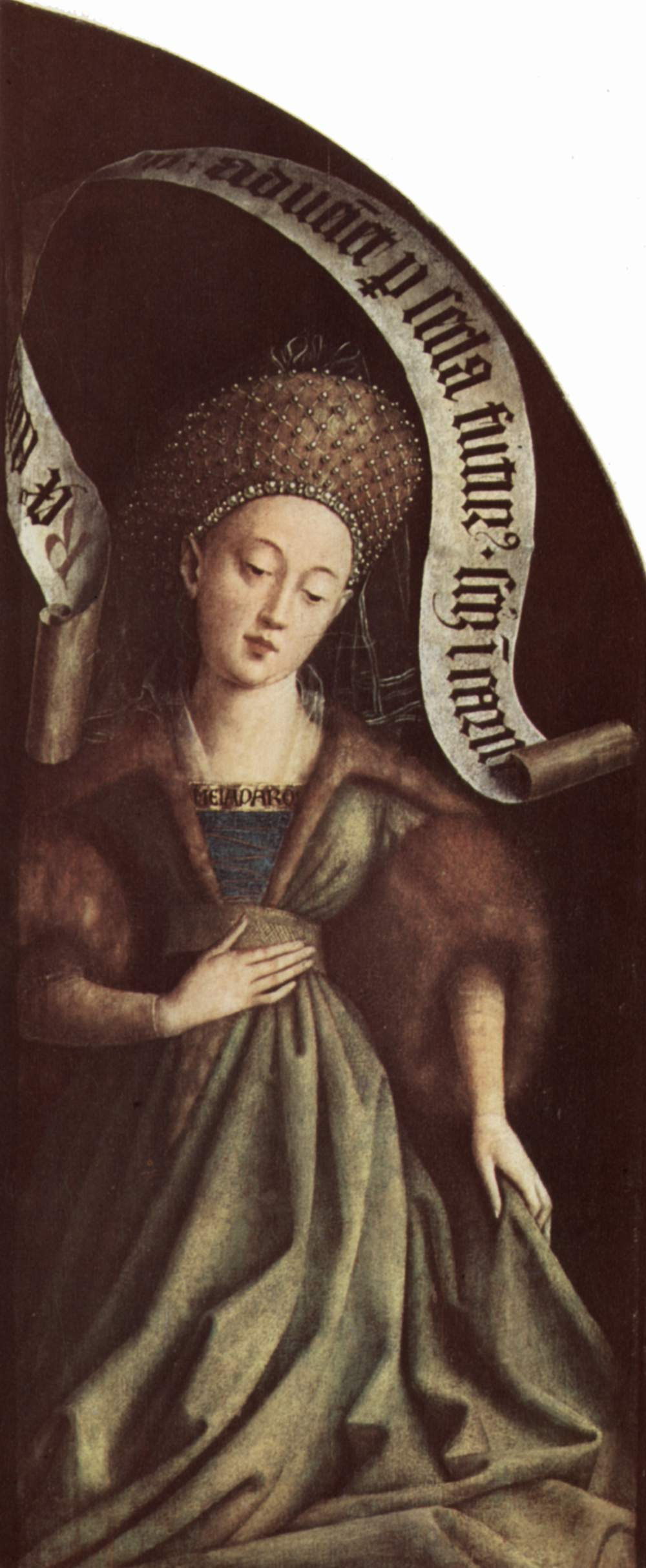
Sibille van Cumae in het Lam Gods (Gebroeders Van Eyck)
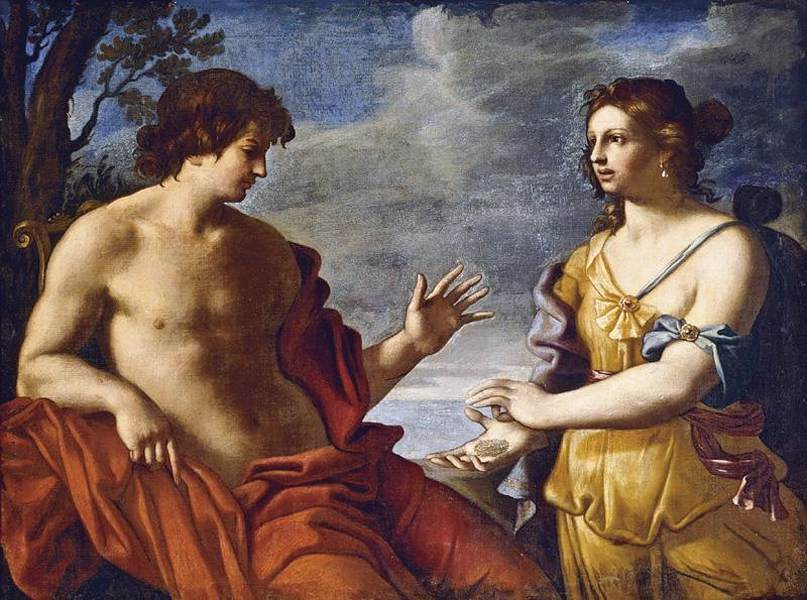
Apollo en de Sibille van Cumae (Giovanni Domenico Cerrini)